# Nyctiophylax neotropicalis
Nyctiophylax neotropicalis är en nattsländeart som beskrevs av Oliver S. Flint Jr. 1971. Nyctiophylax neotropicalis ingår i släktet Nyctiophylax och familjen fångstnätnattsländor. Inga underarter finns listade i Catalogue of Life.